# Rivière Ryesong
La rivière Ryesong (en chosŏn'gŭl : 례성강 ; en coréen : 예성강 ; hanja : 禮成江) est une rivière de Corée du Nord. Elle coule du nord au sud et se jette dans la mer Jaune près de l'île de Ganghwa, juste à l'ouest de l'embouchure de la rivière Imjin.